# 白馬五竜スキー場

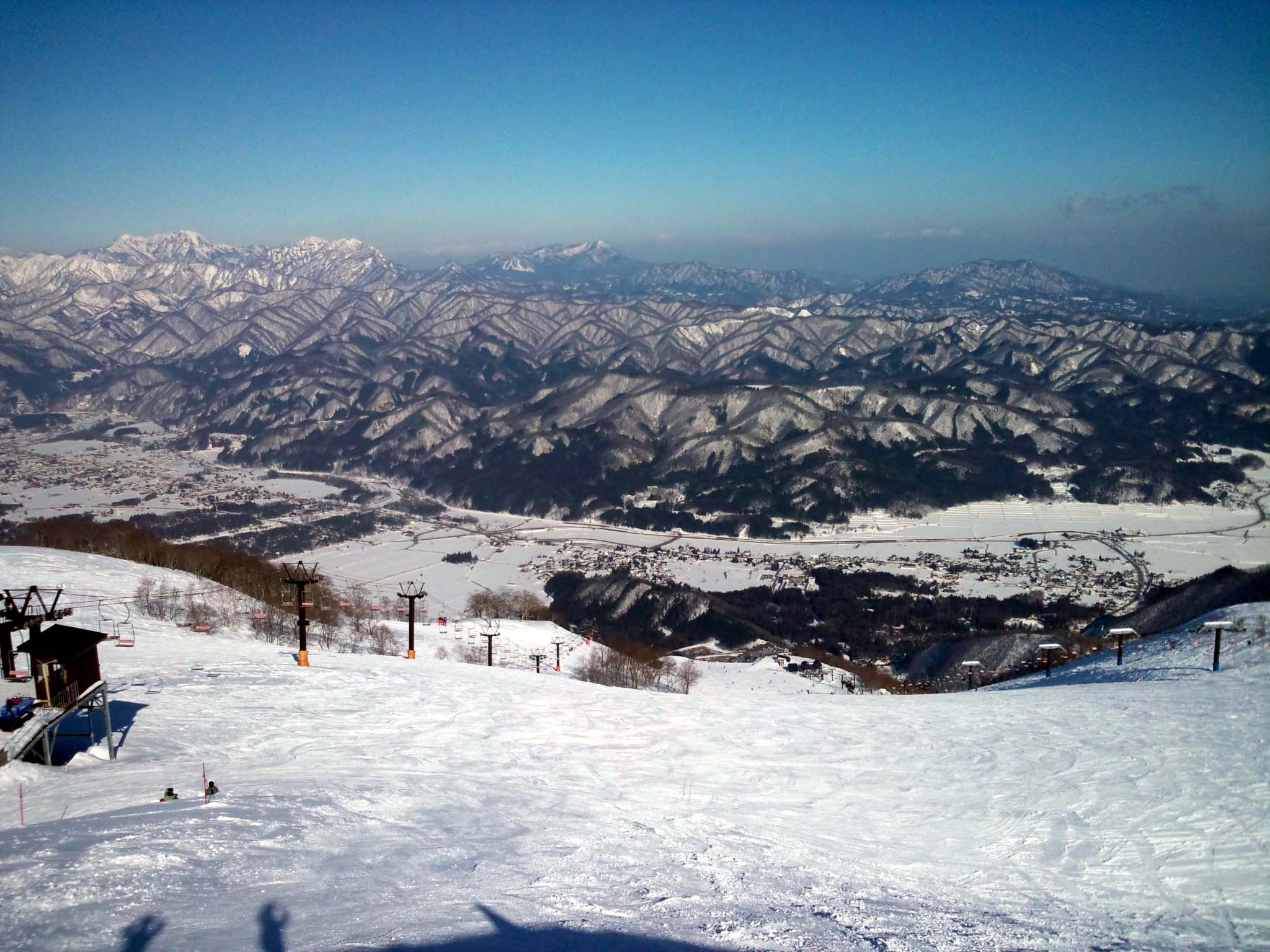
山頂付近からの眺め

白馬五竜スキー場（はくばごりゅうスキーじょう）は、長野県北安曇郡白馬村にあるスキー場である。かつて「五竜とおみスキー場」と呼ばれていた。

## 概要
白馬連峰五竜岳の麓にあるゲレンデで、五竜岳や唐松岳の雄大な景色を間近で眺めなら滑走が楽しめるスキー場である。隣のHAKUBA47ウィンタースポーツパークと共通券が発売されており、あわせて広大なエリアと標高差を楽しめるスキー場となる。
日本で初めてゴンドラリフト "五竜テレキャビン" を導入した。

## スキー場の構成
- 頂上部にアルプス平ゲレンデがあり、麓にはいいもり・とおみゲレンデがある。
- アルプス平ゲレンデより、Hakuba47ウィンタースポーツパークに連絡するコースがある。
- 頂上部と山麓の間に上級者コースがあるため、初級者はゴンドラで下山することもできる。

## 沿革
- 1950年 - 神城スキー場として創設。
- 1970年 - 五竜遠見開発株式会社へ移管。
- 1973年 - ゴンドラ「テレキャビン」を架設。
- 1982年 - 信州塩嶺高原開発株式会社へ移管。
- 1990年 - エスカルプラザを開設。
- 1995年 - ゴンドラリフト「テレキャビン」架け替え工事竣工。
- 1997年 - 五竜とおみスキー場から白馬五竜スキー場へ改称。
- 2000年 - サロモンステーションを開設。
- 2005年 - アルプス平に大展望台を設置。
- 2006年 - ウォータージャンププールを温水化。
- 2007年 - とおみスカイフォーリフト架け替え工事竣工。
- 2017年 - 日本で初めてとなる、スキー場のネーミングライツパートナー企業としての契約をエイブルと締結。[1]

## スキー場内にある店
とおみゲレンデの目の前にあるエスカルプラザは地階から3階までの充実した設備を誇る国内を代表するスキー場のベースセンターとなっており、深夜仮眠施設や温泉入浴施設姫川温泉「竜神の湯」、各種ショップなどが充実している。また、関東・関西方面より各種ツアーバスが発着する。

## 索道
| 名称                       | 定員 | 路線長 | 備考                                                                           |
| -------------------------- | ---- | ------ | ------------------------------------------------------------------------------ |
| 五竜テレキャビン(ゴンドラ) | 8名  | 2013m  | Hakuba47ウィンタースポーツパークに接続                                         |
| とおみスカイフォーリフト   | 4名  | 880m   | とおみゲレンデ、高速リフト                                                     |
| とおみ第1ペアリフト        | 2名  | 358m   | とおみゲレンデ                                                                 |
| とおみ第2ペアリフト        | 2名  | 745m   | とおみゲレンデ                                                                 |
| いいもり第1高速ペアリフト  | 2名  | 537m   | いいもりゲレンデ、高速リフト                                                   |
| ミルキーフォーリフト       | 4名  | 521m   | いいもりゲレンデ                                                               |
| コスモフォーリフト         | 4名  | 934m   | いいもりゲレンデ、高速リフト                                                   |
| いいもり第6リフト          | 2名  | 648m   | いいもりゲレンデ、A・B線がある(混雑状況によってはどちらか一線だけの運行となる) |
| アルプス第1ペアリフト      | 2名  | 616m   | アルプス平ゲレンデ                                                             |
| アルプス第2ペアリフト      | 2名  | 574m   | アルプス平ゲレンデ                                                             |
| アルプス第3ペアリフト      | 2名  | 672m   | アルプス平ゲレンデ                                                             |
| アルプス第4ペアリフト      | 2名  | 740m   | アルプス平ゲレンデ                                                             |

## その他
- 桂由美が主宰する恋人の聖地プロジェクトの第1号で、「熱気球ウエディング」、「天空の花園ウエディング」など多彩なウエディングを実施。
- グリーンシーズンにはアルプス平ゲレンデに高山植物を植栽し、「白馬五竜高山植物園」を開設。
- 銀色のシーズンのメインロケ地。
- 雪のコンチェルトのメインロケ地。
- 長江健次が毎年自身の名を冠したスノーボード4時間耐久レースを開催したこともある。